# Swedish Beach Tour 2023
Swedish Beach Tour 2023 var 2023 års upplaga av Swedish Beach Tour, en beachvolleybolltour i Sverige. Den genomfördes 3 juni till 27 augusti 2023. Tourfinal vanns på damsidan av Fanny Åhman och Isabelle Reffel och på herrsidan av Linus Isaksson och Theodor Grahn.

## Elittävlingar[1][2]
| Datum                     | Ort      | Nivå      | Vinnare                                   | Vinnare                                  |
| Datum                     | Ort      | Nivå      | Damer                                     | Herrar                                   |
| ------------------------- | -------- | --------- | ----------------------------------------- | ---------------------------------------- |
| 3-4 juni                  | Ljungby  | 4*        | Sara Cavretti / Kaisa Wallin              | Elias Sjölund / Elmer Andersson          |
| 17-18 juni                | Umeå     | 5*        | Anna Rydenberg / Sara Malmström           | Linus Isaksson / Theodor Grahn           |
| 30 juni-1 juli            | Västerås | 5*        | Susanna Thurin / Kristina Thurin          | Linus Isaksson / Theodor Grahn           |
| 8-9 juli                  | Göteborg | 4*        | Sigrid Simonsson / Victoria Faye Kjølberg | Jakob Tegenrot / Alexander Annerstedt    |
| 15-16 juli                | Visby    | 5*        | Line Andersson / Selma Robinson           | Viktor Jonsson / Fabian Ramén            |
| 23-25 juli                | Åhus     | 5*        | Line Andersson / Selma Robinson           | Alfred Brink / Joel Andersson            |
| 11-13 augusti             | Nyköping | 5*        | Fanny Åhman / Isabelle Reffel             | Elmer Andersson / Hannes Hölting Nilsson |
| 19-20 augusti             | Malmö    | 4*        | Victoria Sahlberg / Anna Rydenberg        | Stefan Andreasson / Anton Andersson      |
| 26-27 augusti (tourfinal) | Kalmar   | Tourfinal | Fanny Åhman / Isabelle Reffel             | Linus Isaksson / Theodor Grahn           |